# Joan Frederic de Brunsvic-Lüneburg
Joan Frederic de Brunsvic-Lüneburg (en alemany Johann Friedrich von Braunschweig-Calenberg) va néixer al palau de Herzberg el 25 d'abril de 1625 i va morir a Augsburg el 18 de desembre de 1679. Era el tercer fill del duc Jordi de Brunsvic-Lüneburg (1582-1641) i d'Anna Elionor de Hessen-Darmstadt (1601-1659).
Joan Frederic va fer diversos viatges d'estudis a França i a Itàlia, el darrer dels quals a Assís on es convertí al catolicisme el 1651. Va rebre els dominis de Calenberg quan el seu germà gran Jordi Guillem va heretar el Principat de Lüneburg. El 1666 s'havia fet construir el palau de Herrenhausen prop de Hannover, inspirat en el Palau de Versalles, molt famós pels seus jardins.

## Matrimoni i fills
El 30 de novembre de 1668 es va casar amb Benedicta Enriqueta de Wittelsbach (1652-1730), filla del comte Palatí de Simmern Eduard de Wittelsbach (1625-1663) i d'Anna Gonzaga (1616-1684). El matrimoni va tenir quatre filles:
- Anna Sofia (1670-1672)
- Carlota Felicitat (1671-1710), casada amb el duc de Mòdena Reinaldo III d'Este (1655-1737)
- Enriqueta Maria (1672-1757)
- Amàlia Guillema (1673-1742), casada amb l'emperador Josep I del Sacre Imperi Romanogermànic (1678-1711).